# Elsa Belfrage
Elsa Sofia Katarina Belfrage, född Bertilsson 27 april 1891 i Skogsgård, Drängsereds församling, Hallands län, död 20 juni 1983 i Lund, var en svensk läkare och skulptör. Hon ingick 1923 äktenskap med Sixten Belfrage och var mor till Esbjörn Belfrage.

## Biografi
Belfrage, som var dotter till handlanden Gustav Bertilsson och Charlotte Christenson, avlade studentexamen i Göteborg 1911, sjuksköterskeexamen 1914 samt blev medicine kandidat i Stockholm 1918 och medicine licentiat vid Lunds universitet 1923. Hon var operationssköterska på Mariestads lasarett 1914–1915, t.f. amanuens vid kvinnokliniken på Lunds lasarett 1921, extra läkare på Fagereds sanatorium 1921–1922, underläkare och t.f. överläkare 1923–1924, t.f. provinsialläkare i Torups distrikt 1926–1928 och praktiserande läkare i Åkarp 1924–1961.
Hon studerade skulptur för William Zadig i Malmö 1926–1937. Hon medverkade i Malmö museums utställning Kamrat- och självporträtt med ett gipsporträtt av konstnären Tora Vega Holmström. Belfrage utgav Fickordbok för sjuksköterskor (1927, 19:e upplagan 2013) och Hälsolära (tillsammans med filosofie licentiat Erik Åkerlund, 1947, sjunde upplagan 1967). Elsa Belfrage är begravd på Drängsereds kyrkogård.